# 인도의 마천루 목록

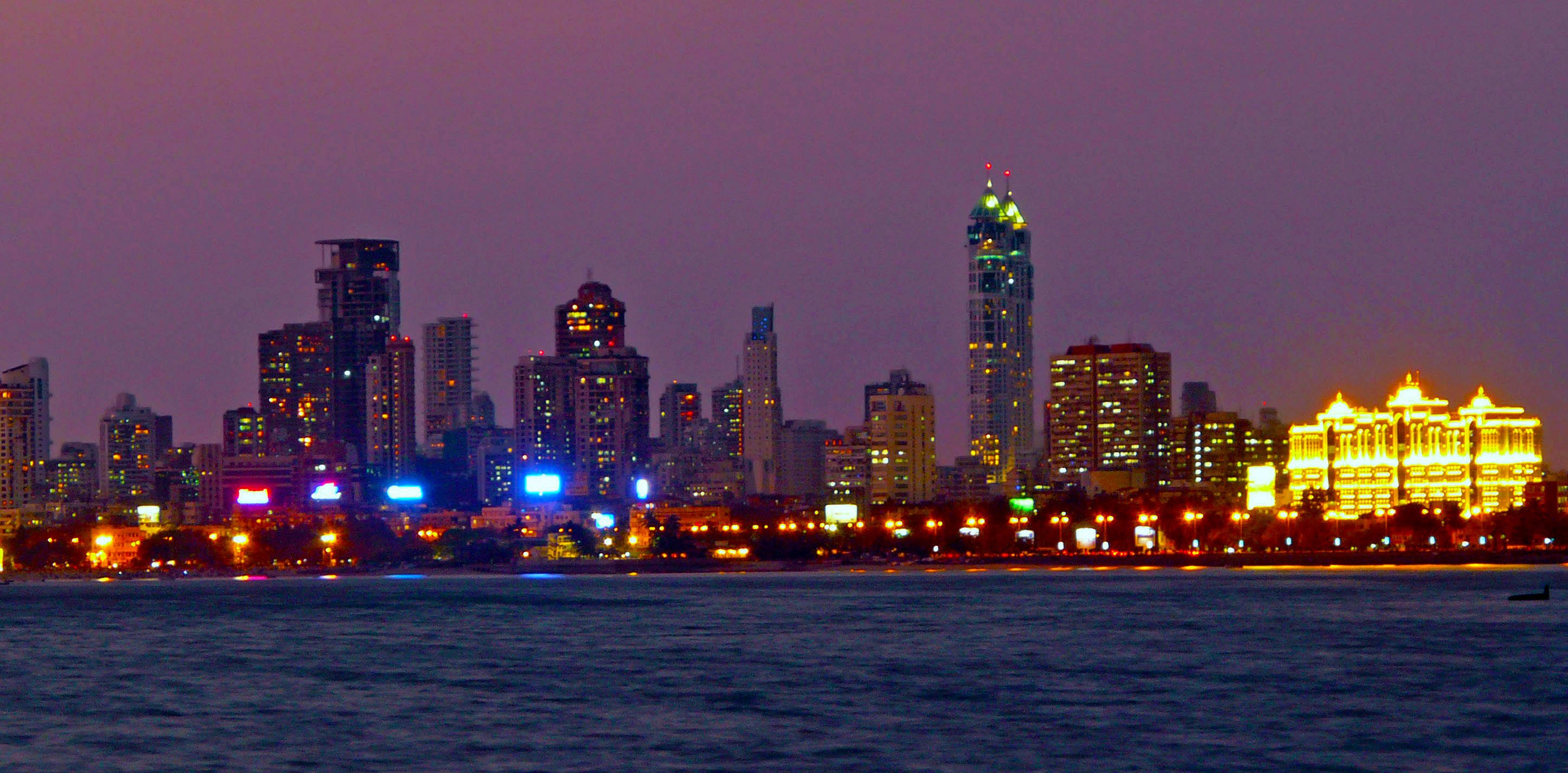
뭄바이 스카이라인

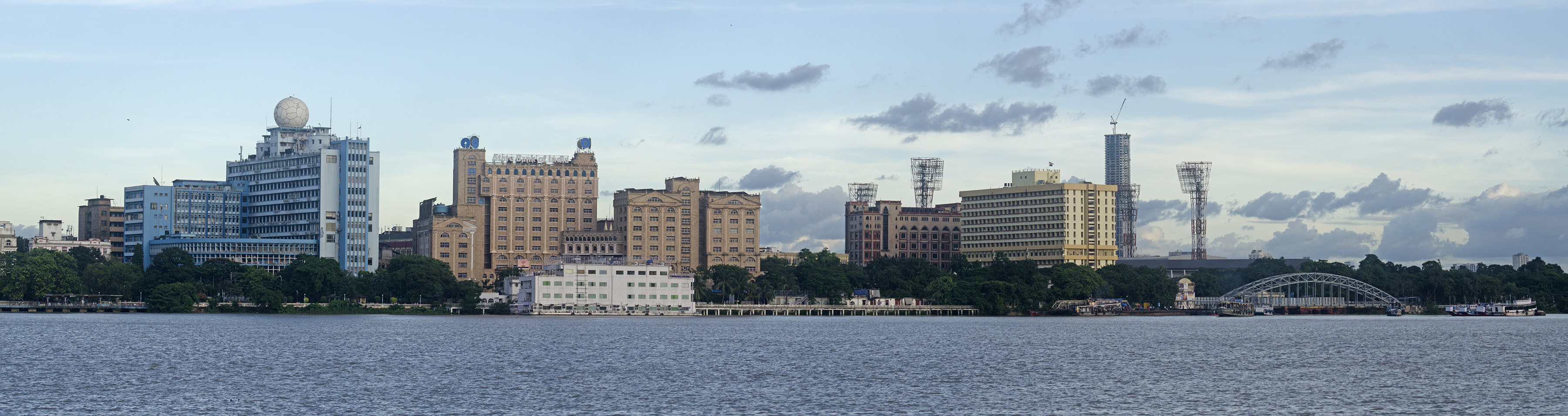
하우라에서 콜카타 스카이라인 보기

인도의 마천루 목록이다. 이 목록은 공식 높이에 따라 인도의 마천루의 순위를 매긴다.

## 가장 높은 마천루
이 목록은 표준 높이 측정을 기준으로 190 미터 (623 ft) 이상 높이에 있는 인도의 마천루의 순위를 매긴다. 여기에는 첨탑 및 건축 세부사항이 포함되지만 안테나 마스트는 포함되지 않는다. 건축 학적으로 꼭대기에 오르며 내린 완성된 완공된 마천루와 공사중인 마천루만 포함된다.
| 순위 | 이름                   | 도시     | 사진 | 높이                | 층수 | 연도 | 마천루 유형 |
| ---- | ---------------------- | -------- | ---- | ------------------- | ---- | ---- | ----------- |
| 1    | 더 42                  | 콜카타   |      | 268 미터 (879 ft)   | 63   | 2017 | 주거용      |
| 2    | 원 아브리나 파크       | 뭄바이   |      | 266 미터 (873 ft)   | 64   | 2017 | 주거용      |
| 3    | 임페리얼 타워 1        | 뭄바이   |      | 256 미터 (840 ft)   | 60   | 2010 | 주거용      |
| 3    | 임페리얼 타워 2        | 뭄바이   |      | 256 미터 (840 ft)   | 60   | 2010 | 주거용      |
| 5    | 아후자 타워            | 뭄바이   |      | 248.5 미터 (815 ft) | 54   | 2014 | 주거용      |
| 6    | 월드 크레스트          | 뭄바이   |      | 223 미터 (732 ft)   | 57   | 2014 | 주거용      |
| 7    | 로드하 베네지아 A      | 뭄바이   |      | 213.5 미터 (700 ft) | 68   | 2017 | 주거용      |
| 8    | 로드하 벨리시모 타워 1 | 뭄바이   |      | 197.5 미터 (648 ft) | 53   | 2012 | 주거용      |
| 8    | 로드하 벨리시모 타워 2 | 뭄바이   |      | 197.5 미터 (648 ft) | 48   | 2012 | 주거용      |
| 10   | 라헤자 레반타          | 구르가온 |      | 195 미터 (640 ft)   | 57   | 2013 | 주거용      |
| 11   | 아쇽 타워 D            | 뭄바이   |      | 193 미터 (633 ft)   | 49   | 2009 | 주거용      |
| 12   | 더 루비                | 뭄바이   |      | 191 미터 (627 ft)   | 40   | 2011 | 상업용      |
| 13   | 오키드 우드 1          | 뭄바이   |      | 190 미터 (623 ft)   | 58   | 2012 | 주거용      |
| 13   | 오키드 우드 2          | 뭄바이   |      | 190 미터 (623 ft)   | 58   | 2012 | 주거용      |
| 13   | 오키드 우드 3          | 뭄바이   |      | 190 미터 (623 ft)   | 58   | 2012 | 주거용      |
| -    | L&T 크레센트 베이 A    | 뭄바이   |      | ?                   | 64   | 2018 | 주거용      |
| -    | L&T 크레센트 베이 B    | 뭄바이   |      | ?                   | 57   | 2018 | 주거용      |
| -    | L&T 크레센트 베이 C    | 뭄바이   |      | ?                   | 54   | 2018 | 주거용      |
| -    | 로드하 프리메로        | 뭄바이   |      | ?                   | 52   | 2014 | 주거용      |
| -    | 인디아불스 스카이      | 뭄바이   |      | ?                   | 48   | 2016 | 주거용      |

## 공사중인 마천루
이 목록에는 인도에서 공사중인 마천루가 200 미터 (656 ft) 또는 65층 높이로 올라갈 계획이 있다고 나와있다. 승인, 보류 또는 제안된 마천루는 이 표에 포함되지 않는다.
| 이름                                            | 장소     | 높이                  | 층수 | 완공 예상 연도 |
| ----------------------------------------------- | -------- | --------------------- | ---- | -------------- |
| 월드 원                                         | 뭄바이   | 442 미터 (1,450 ft)   | 117  | 2018           |
| 쓰리 식스티 웨스트 타워 B                       | 뭄바이   | 361.2 미터 (1,185 ft) | 90   | ?              |
| 록핸드왈라 미네르바                             | 뭄바이   | 325 미터 (1,066 ft)   | 85   | 2017           |
| 스카이 링크 타워 1                              | 뭄바이   | 301 미터 (988 ft)     | 85   | 2020           |
| 스카이 링크타워 2                               | 뭄바이   | 301 미터 (988 ft)     | 85   | 2020           |
| 수퍼테크 수퍼노바                               | 노이다   | 300 미터 (984 ft)     | 80   | 2018           |
| 월드 뷰                                         | 뭄바이   | 291 미터 (955 ft)     | 82   | ?              |
| 인디아불스 스카이 스위트                        | 뭄바이   | 291 미터 (955 ft)     | 75   | 2017           |
| 오키드 하이츠 1                                 | 뭄바이   | 274 미터 (899 ft)     | 63   | 2017           |
| 로드하 더 파크 1                                | 뭄바이   | 268 미터 (879 ft)     | 78   | 2018           |
| 로드하 더 파크 2                                | 뭄바이   | 268 미터 (879 ft)     | 78   | 2018           |
| 로드하 더 파크 3                                | 뭄바이   | 268 미터 (879 ft)     | 78   | 2018           |
| 로드하 더 파크 4                                | 뭄바이   | 268 미터 (879 ft)     | 78   | 2018           |
| 로드하 더 파크 5                                | 뭄바이   | 265 미터 (869 ft)}    | 78   | 2018           |
| 옴카르 1973 타워 A                              | 뭄바이   | 267 미터 (876 ft)     | 67   | 2018           |
| 옴카르 1973 타워 B                              | 뭄바이   | 267 미터 (876 ft)     | 67   | 2018           |
| 옴카르 1973 타워 C                              | 뭄바이   | 267 미터 (876 ft)     | 67   | 2018           |
| 나타니 하이츠                                   | 뭄바이   | 262 미터 (860 ft)     | 72   | 2018           |
| 쓰리 식스티 웨스트 타워 A                       | 뭄바이   | 255.6 미터 (839 ft)   | 52   | ?              |
| 오키드 크라운 3                                 | 뭄바이   | 259 미터 (850 ft)     | 72   | 2019           |
| 오키드 크라운 2                                 | 뭄바이   | 259 미터 (850 ft)     | 72   | 2019           |
| 수퍼테크 노스 아이                              | 노이다   | 255 미터 (837 ft)     | 55   | 2018           |
| 루파렐 아리아나                                 | 뭄바이   | 250 미터 (820 ft)     | 73   | 2018           |
| 포 시즌스 프라이빗 레지던스 & 아파트먼트 타워 1 | 뭄바이   | 250 미터 (820 ft)     | 60   | 2020           |
| L&T 크레센트 베이 1                             | 뭄바이   | 245 미터 (804 ft)     | 64   | 2018           |
| 오키드 크라운 1                                 | 뭄바이   | 244 미터 (801 ft)     | 68   | 2019           |
| 로드하 트럼프 타워                              | 뭄바이   | 243.9 미터 (800 ft)   | 77   | 2020           |
| 인디아불스 블루 1                               | 뭄바이   | 240 미터 (787 ft)     | 53   | 2016           |
| 로드하 알타마운트                               | 뭄바이   | 240 미터 (787 ft)     | 48   | 2019           |
| 오베로이 스카이 시티 타워 A                     | 뭄바이   | 240 미터 (787 ft)     | 60   | 2020           |
| 오베로이 스카이 시티 타워 B                     | 뭄바이   | 240 미터 (787 ft)     | 60   | 2020           |
| 오베로이 스카이 시티 타워 C                     | 뭄바이   | 240 미터 (787 ft)     | 60   | 2020           |
| 오베로이 스카이 시티 타워 D                     | 뭄바이   | 240 미터 (787 ft)     | 60   | 2020           |
| 오베로이 스카이 시티 타워 E                     | 뭄바이   | 240 미터 (787 ft)     | 60   | 2020           |
| 오베로이 스카이 시티 타워 F                     | 뭄바이   | 240 미터 (787 ft)     | 60   | 2020           |
| 오베로이 스카이 시티 타워 G                     | 뭄바이   | 240 미터 (787 ft)     | 60   | 2020           |
| 오베로이 스카이 시티 타워 H                     | 뭄바이   | 240 미터 (787 ft)     | 60   | 2020           |
| 오베로이 스카이 시티 타워 I                     | 뭄바이   | 240 미터 (787 ft)     | 60   | 2020           |
| 오베로이 스카이 시티 타워 J                     | 뭄바이   | 240 미터 (787 ft)     | 60   | 2020           |
| 옴카르 알타 몬테 타워 C                         | 뭄바이   | 240 미터 (787 ft)     | 65   | 2019           |
| 와드하 어드레스 by 더 웨이 A                    | 뭄바이   | 240 미터 (787 ft)     | 65   | 2020           |
| 와드하 어드레스 by 더 웨이 B                    | 뭄바이   | 240 미터 (787 ft)     | 65   | 2020           |
| 칼파타루 엘란                                   | 뭄바이   | 235 미터 (771 ft)     | 66   | 2020           |
| 가드레즈 스카이                                 | 뭄바이   | 235 미터 (771 ft)     | 66   | 2020           |
| 피라말 아리아나 타워 A                          | 뭄바이   | 235 미터 (771 ft)     | 70   | 2019           |
| 피라말 아리아나 타워 B                          | 뭄바이   | 235 미터 (771 ft)     | 70   | 2019           |
| 옴카르 알타 몬테 타워 B                         | 뭄바이   | 235 미터 (771 ft)     | 58   | 2019           |
| 셀레스티아 스페이스 윙 A                        | 뭄바이   | 235 미터 (771 ft)     | 58   | 2019           |
| 셀레스티아 스페이스 윙 B                        | 뭄바이   | 235 미터 (771 ft)     | 58   | 2019           |
| 아르테시아                                      | 뭄바이   | 227 미터 (745 ft)     | 49   | 2019           |
| 리차 파크 마리나                                | 뭄바이   | 227 미터 (745 ft)     | 62   | 2019           |
| 아일랜드 시티 센터 1                            | 뭄바이   | 227 미터 (745 ft)     | 67   | 2019           |
| 인디아불스 블루 2                               | 뭄바이   | 225 미터 (738 ft)     | 50   | 2016           |
| 인디아불스 스카이 포레스트 타워 1               | 뭄바이   | 220 미터 (722 ft)     | 52   | 2018           |
| 인디아불스 스카이 포레스트 타워 2               | 뭄바이   | 220 미터 (722 ft)     | 52   | 2018           |
| L&T 크레센트 베이 2                             | 뭄바이   | 220 미터 (722 ft)     | 57   | 2018           |
| 마카오 세인트레지스                             | 노이다   | 220 미터 (722 ft)     | 57   | 2018           |
| 로드하 베네치아 2                               | 뭄바이   | 217 미터 (712 ft)     | 68   | 2017           |
| L&T 크레센트 베이 3                             | 뭄바이   | 210 미터 (689 ft)     | 54   | 2018           |
| 포 시즌스 프라이빗 레지던스 & 아파트먼트 타워 2 | 뭄바이   | 210 미터 (689 ft)     | 51   | 2020           |
| RNA 메트로폴리스 1                              | 뭄바이   | 210 미터 (689 ft)     | 67   | 2020           |
| RNA 메트로폴리스 2                              | 뭄바이   | 210 미터 (689 ft)     | 67   | 2020           |
| 썸머 트리니티 버티컬                            | 뭄바이   | 208 미터 (682 ft)     | 56   | 2019           |
| 오르빗 테라스                                   | 뭄바이   | 207 미터 (679 ft)     | 61   | 2017           |
| 디스커버리 오피스                               | 뭄바이   | 205 미터 (673 ft)     | 50   | 2018           |
| 인디아불스 블루 3                               | 뭄바이   | 205 미터 (673 ft)     | 46   | 2018           |
| 샤나 시온 타워 A                                | 뭄바이   | 205 미터 (673 ft)     | 60   | 2020           |
| 샤나 시온 타워 B                                | 뭄바이   | 205 미터 (673 ft)     | 60   | 2020           |
| 샤나 시온 타워 C                                | 뭄바이   | 205 미터 (673 ft)     | 60   | 2020           |
| 칼파타루 아바나 타워 A                          | 뭄바이   | 205 미터 (673 ft)     | 60   | 2019           |
| 칼파타루 아바나 타워 B                          | 뭄바이   | 205 미터 (673 ft)     | 60   | 2019           |
| SD 입실론 타워 A                                | 뭄바이   | 205 미터 (673 ft)     | 64   | 2020           |
| SD 입실론 타워 B                                | 뭄바이   | 205 미터 (673 ft)     | 64   | 2020           |
| SD 입실론 타워 C                                | 뭄바이   | 205 미터 (673 ft)     | 64   | 2020           |
| SD 아스트론 타워 A                              | 뭄바이   | 205 미터 (673 ft)     | 64   | 2020           |
| SD 아스트론 타워 B                              | 뭄바이   | 205 미터 (673 ft)     | 64   | 2020           |
| SD 아스트론 타워 C                              | 뭄바이   | 205 미터 (673 ft)     | 64   | 2020           |
| 러버왈라 이온                                   | 뭄바이   | 205 미터 (673 ft)     | 56   | 2020           |
| 라헤자 임페리아                                 | 뭄바이   | 204 미터 (669 ft)     | 60   | 2021           |
| 더 임페리얼 엣지                                | 뭄바이   | 204 미터 (669 ft)     | 50   | 2019           |
| 오키드 하이츠 2                                 | 뭄바이   | 201 미터 (659 ft)     | 55   | 2017           |
| 밴대리 버티카                                   | 망갈로르 | 200 미터 (656 ft)     | 56   | 2019           |
| 오베로이 이터이니아 A                           | 뭄바이   | 200 미터 (656 ft)     | 67   | 2019           |
| 오베로이 이터이니아 B                           | 뭄바이   | 200 미터 (656 ft)     | 67   | 2019           |
| 오베로이 이터이니아 C                           | 뭄바이   | 200 미터 (656 ft)     | 67   | 2019           |
| 오베로이 이터이니아 D                           | 뭄바이   | 200 미터 (656 ft)     | 67   | 2019           |
| 오베로이 이니그마 A                             | 뭄바이   | 200 미터 (656 ft)     | 67   | 2019           |
| 오베로이 이니그마 B                             | 뭄바이   | 200 미터 (656 ft)     | 67   | 2019           |
| 비베레아 5                                      | 뭄바이   | 200 미터 (656 ft)     | 49   | 2021           |
| SD 알핀 타워 A                                  | 뭄바이   | 200 미터 (656 ft)     | 63   | 2020           |
| SD 알핀 타워 A                                  | 뭄바이   | 200 미터 (656 ft)     | 63   | 2020           |
| 샤나 램텍디                                     | 뭄바이   | 200 미터 (656 ft)     | 50   | 2021           |
| 샤나 램텍디                                     | 뭄바이   | 200 미터 (656 ft)     | 50   | 2021           |
| 페닌슐라 살세트 타워 A                          | 뭄바이   | 200 미터 (656 ft)     | 52   | 2021           |
| 페닌슐라 살세트 타워 B                          | 뭄바이   | 200 미터 (656 ft)     | 52   | 2021           |
| 마라톤 몬테 사우스 윙 A                         | 뭄바이   | 200 미터 (656 ft)     | 60   | 2020           |
| 마라톤 몬테 사우스 윙 B                         | 뭄바이   | 200 미터 (656 ft)     | 60   | 2020           |
| OMG!                                            | 노이다   | 200 미터 (656 ft)     | 66   | 2018           |
| 아일랜드 시티 센터 2                            | 뭄바이   | 200 미터 (656 ft)     | 60   | 2019           |
| 센츄리 IT 파크                                  | 뭄바이   | ?                     | 59   | 2018           |
| 옴카르 알타 몬테 타워 D                         | 뭄바이   | ?                     | 50   | 2018           |

## 제안, 승인 또는 보류중

### 보류...

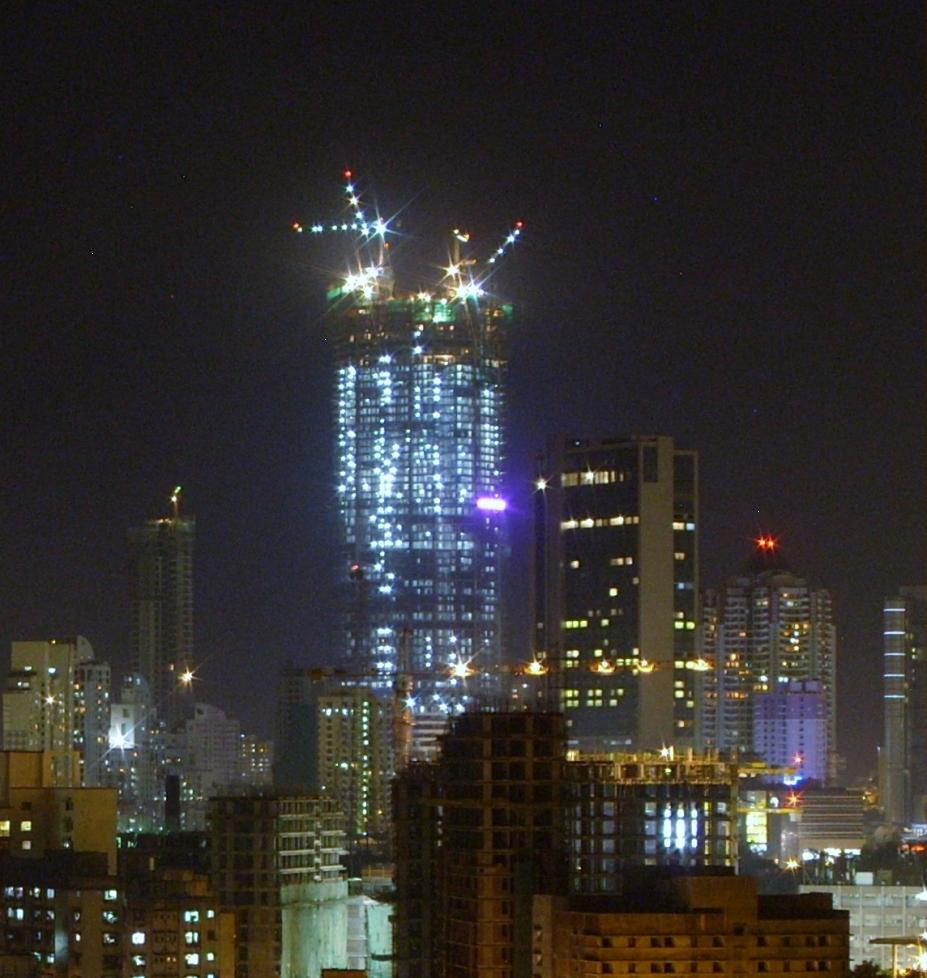
팔레 로얄

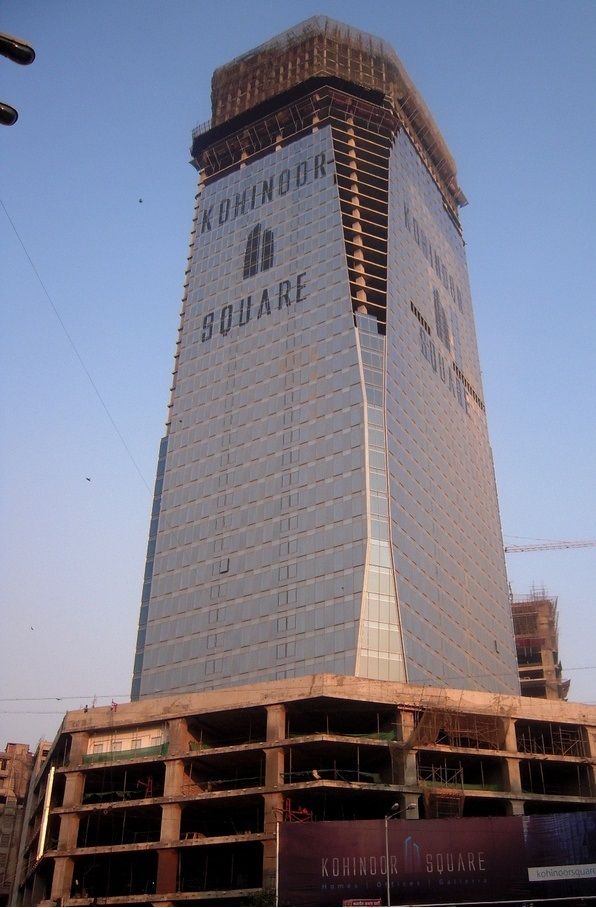
코히누르 스퀘어

이 목록은 한때 공사중이었고 현재 보류 상태에 있으며 적어도 190 m (620 ft) 또는 40층 높이로 상승할 계획이다.
| 이름               | 도시   | 계획 높이           | 층수 | 비고              |
| ------------------ | ------ | ------------------- | ---- | ----------------- |
| 오키드 터프 뷰 1   | 뭄바이 | 350 미터 (1,148 ft) | 76   |                   |
| 오키드 터프 뷰 2   | 뭄바이 | 350 미터 (1,148 ft) | 76   |                   |
| 팔레 로얄          | 뭄바이 | 320 미터 (1,050 ft) | 70   | 구조적으로 토핑됨 |
| 나마스떼 타워      | 뭄바이 | 316 미터 (1,037 ft) | 63   | [ 71 ]            |
| 센츄리 IT 파크     | 뭄바이 | 300 미터 (984 ft)   | 59   |                   |
| W 호텔 야무노트리  | 노이다 | 288 미터 (945 ft)   | 63   |                   |
| 트럼프 에리얼 타워 | 뭄바이 | 253 미터 (830 ft)   | 70   |                   |
| 오키드 엔클레이브  | 뭄바이 | 210 미터 (689 ft)   | 52   |                   |
| 코히누르 스퀘어    | 뭄바이 | 203 미터 (666 ft)   | 52   | [ 73 ]            |
| 오치드 뷰 1        | 뭄바이 |                     | 56   |                   |
| 오치드 뷰 2        | 뭄바이 |                     | 56   |                   |
| 알티모             | 뭄바이 |                     | 46   | 2014              |
| 어버스카르 오션 뷰 | 뭄바이 |                     | 40   |                   |
| 오르빗 라버넘      | 뭄바이 |                     | 40   | [ 74 ]            |
| 부미 셀레스티아 1  | 뭄바이 |                     | 40   | [ 75 ]            |
| 부미 셀레스티아 2  | 뭄바이 |                     | 40   | [ 75 ]            |

### 제안 혹은 승인
이 목록은 승인 또는 제안되었으며 적어도 200 m (660 ft) 또는 50층 높이로 상승할 계획인 마천루의 순위를 매긴다.
| 이름                            | 상태   | 도시         | 계획 높이           | 층수 |
| ------------------------------- | ------ | ------------ | ------------------- | ---- |
| 벵갈루루 터프 타워              | 승인됨 | 벵갈루루     | 660 미터 (2,165 ft) | 156  |
| 란코 힐스 시그니처 타워         | 제안됨 | 하이데라바드 | 604 미터 (1,982 ft) | 112  |
| 로드하 프로젝트 와달라          | 제안됨 | 뭄바이       | 530 미터 (1,739 ft) | 101  |
| 죠이어스 하우싱                 | 제안됨 | 뭄바이       | 486 미터 (1,594 ft) | 125  |
| APIIC 타워                      | 승인됨 | 하이데라바드 | 450 미터 (1,476 ft) | 100  |
| 라헤자 임페리아                 | 제안됨 | 뭄바이       | 421 미터 (1,381 ft) | 85   |
| 기프트 다이아몬드 타워 – 1      | 승인됨 | 아마다바드   | 410 미터 (1,345 ft) | 86   |
| 시리파티 가든 타워 1            | 승인됨 | 뭄바이       | 400 미터 (1,312 ft) | 110  |
| 시리파티 가든 타워 2            | 승인됨 | 뭄바이       | 400 미터 (1,312 ft) | 110  |
| 셀레스티아 스페이스 1           | 제안됨 | 뭄바이       | 400 미터 (1,312 ft) | 80   |
| 셀레스티아 스페이스 2           | 제안됨 | 뭄바이       | 400 미터 (1,312 ft) | 80   |
| 셀레스티아 스페이스 3           | 제안됨 | 뭄바이       | 400 미터 (1,312 ft) | 80   |
| 셀레스티아 스페이스 4           | 제안됨 | 뭄바이       | 400 미터 (1,312 ft) | 80   |
| 셀레스티아 스페이스 5           | 제안됨 | 뭄바이       | 400 미터 (1,312 ft) | 80   |
| 셀레스티아 스페이스 6           | 제안됨 | 뭄바이       | 400 미터 (1,312 ft) | 80   |
| 셀레스티아 스페이스 7           | 제안됨 | 뭄바이       | 400 미터 (1,312 ft) | 80   |
| 셀레스티아 스페이스 8           | 제안됨 | 뭄바이       | 400 미터 (1,312 ft) | 80   |
| 아스타 바이브런트 타워          | 승인됨 | 벵갈루루     | 390 미터 (1,280 ft) | 90   |
| 포 시즌스 호텔 타워 2           | 제안됨 | 뭄바이       | 355 미터 (1,165 ft) | 71   |
| 게이트 웨이 타워 1              | 승인됨 | 간디나가르   | 362 미터 (1,188 ft) | 70   |
| 게이트 웨이 타워 2              | 승인됨 | 간디나가르   | 362 미터 (1,188 ft) | 70   |
| 더 임페리얼 3                   | 승인됨 | 뭄바이       | 355 미터 (1,165 ft) | 70   |
| 마트루 만디르                   | 제안됨 | 뭄바이       | 325 미터 (1,066 ft) | 100  |
| 인디아 인터내셔널 트레이드 센터 | 제안됨 | 뭄바이       | 320 미터 (1,050 ft) | 72   |
| 시리파티 스카이                 | 승인됨 | 뭄바이       | 301 미터 (988 ft)   | 88   |
| 스카이 링크 타워 1              | 승인됨 | 뭄바이       | 301 미터 (988 ft)   | 85   |
| 스카이 링크 타워 2              | 승인됨 | 뭄바이       | 301 미터 (988 ft)   | 85   |
| 웨이브                          | 제안됨 | 뭄바이       | 301 미터 (988 ft)   | 80   |
| 시카아 드림 하이츠              | 승인됨 | 델리         | 300 미터 (984 ft)   | 80   |
| 인드라 타워                     | 제안됨 | 뭄바이       | 300 미터 (984 ft)   | 80   |
| KRTE AFRD 타워                  | 승인됨 | 벵갈루루     | 300 미터 (984 ft)   | 94   |
| 어바나 트위스티드 타워          | 제안됨 | 콜카타       | 300 미터 (984 ft)   | 75   |
| 크리스텔 타워 1                 | 승인됨 | 간디나가르   | 276 미터 (906 ft)   | 65   |
| 크리스텔 타워 2                 | 승인됨 | 간디나가르   | 276 미터 (906 ft)   | 65   |
| 트위스팅 호라이즌               | 제안됨 | 뭄바이       | 267 미터 (876 ft)   | 70   |
| 클리퍼스 타워 1                 | 승인됨 | 간디나가르   | 260 미터 (853 ft)   | 65   |
| 허브타운 렐름                   | 승인됨 | 뭄바이       | 260 미터 (853 ft)   | 60   |
| 서샨트 골프 시티 시그니처 타워  | 제안됨 | 러크나우     | 245 미터 (804 ft)   | 65   |
| 카르나타카 파이낸셜 타워        | 제안됨 | 벵갈루루     | 245 미터 (804 ft)   | 57   |
| 나가 타워 1                     | 승인됨 | 간디나가르   | 230 미터 (755 ft)   | 54   |
| 나가 타워 2                     | 승인됨 | 간디나가르   | 230 미터 (755 ft)   | 54   |
| 오베로이 스카이즈 타워 1        | 제안됨 | 뭄바이       | 230 미터 (755 ft)   | 65   |
| 오베로이 스카이즈 타워 2        | 제안됨 | 뭄바이       | 230 미터 (755 ft)   | 65   |
| 마리나 아파트 1                 | 승인됨 | 뭄바이       | 227 미터 (745 ft)   | 62   |
| 허브타운 베이 1                 | 승인됨 | 뭄바이       | 224 미터 (735 ft)   | 55   |
| 허브타운 베이 2                 | 승인됨 | 뭄바이       | 224 미터 (735 ft)   | 55   |
| 허브타운 베이 3                 | 승인됨 | 뭄바이       | 224 미터 (735 ft)   | 55   |
| 월드 트레이드 센터 콜카타       | 제안됨 | 콜카타       | 219 미터 (719 ft)   | 51   |
| 웨스트라인 시그니처             | 승인됨 | 망갈로르     | 215 미터 (705 ft)   | 55   |
| 가르바 타워 2                   | 승인됨 | 간디나가르   | 210 미터 (689 ft)   | 55   |
| 더 파크 2                       | 제안됨 | 콜카타       | 210 미터 (689 ft)   | 45   |
| 시리파티 이스테이트             | 승인됨 | 뭄바이       |                     | 82   |
| 아리아나                        | 승인됨 | 뭄바이       |                     | 75   |
| 트라이던트 타워 1               | 제안됨 | 뭄바이       |                     | 69   |
| 시리파티 가든 타워 3            | 승인됨 | 뭄바이       |                     | 68   |
| 시리파티 가든 타워 4            | 승인됨 | 뭄바이       |                     | 68   |
| 크레센트 베이 타워 1            | 승인됨 | 뭄바이       |                     | 64   |
| 벤디 바자르 리디벨롭먼트 타워 1 | 승인됨 | 뭄바이       |                     | 62   |
| 트라이던트 타워 2               | 제안됨 | 뭄바이       |                     | 61   |
| 클리퍼 타워 2                   | 승인됨 | 간디나가르   |                     | 60   |
| 클리퍼 타워 3                   | 승인됨 | 간디나가르   |                     | 60   |
| 크레센트 베이 타워 2            | 승인됨 | 뭄바이       |                     | 57   |
| 벤디 바자르 리디벨롭먼트 타워 2 | 승인됨 | 뭄바이       |                     | 56   |
| 벤디 바자르 리디벨롭먼트 타워 3 | 승인됨 | 뭄바이       |                     | 56   |
| 크리스텔 타워 3                 | 승인됨 | 간디나가르   |                     | 55   |
| 크리스텔 타워 4                 | 승인됨 | 간디나가르   |                     | 55   |
| 크레센트 베이 타워 3            | 승인됨 | 뭄바이       |                     | 54   |
| 크레센트 베이 타워 4            | 승인됨 | 뭄바이       |                     | 51   |
| 벤디 바자르 리디벨롭먼트 타워 4 | 승인됨 | 뭄바이       |                     | 50   |
| 로터스 콤플렉스 타워 1          |        | 뭄바이       |                     | 50   |

## 인도에서 가장 높은 마천루의 타임라인
| 이름                      | 사진 | 도시   | 높이              | 층수 | 가장 높은 연도 |
| ------------------------- | ---- | ------ | ----------------- | ---- | -------------- |
| 우사 키란                 |      | 뭄바이 | 80 미터 (262 ft)  | 25   | 1961–1970      |
| 월드 트레이드 센터 뭄바이 |      | 뭄바이 | 156 미터 (512 ft) | 35   | 1970–2008      |
| 플래닛 고드리지           |      | 뭄바이 | 181 미터 (594 ft) | 51   | 2008–2009      |
| 임페리얼 타워 1           |      | 뭄바이 | 254 미터 (833 ft) | 61   | 2009–2017      |
| 더 42                     |      | 콜카타 | 268 미터 (879 ft) | 63   | 2017-현재      |

## 같이 보기
- 남아시아의 마천루 목록
- 아시아의 마천루 목록
- 마천루 목록